# Fuerza Aérea de los Emiratos Árabes Unidos
La Fuerza Aérea de los Emiratos Árabes Unidos (en árabe transliterado: Al-Imarat al-'Arabiyya al-Muttahida) es la fuerza aérea de los Emiratos Árabes Unidos. Actualmente tiene un personal de aproximadamente 4.000 efectivos y opera con cerca de 370 aeronaves.

## Historia

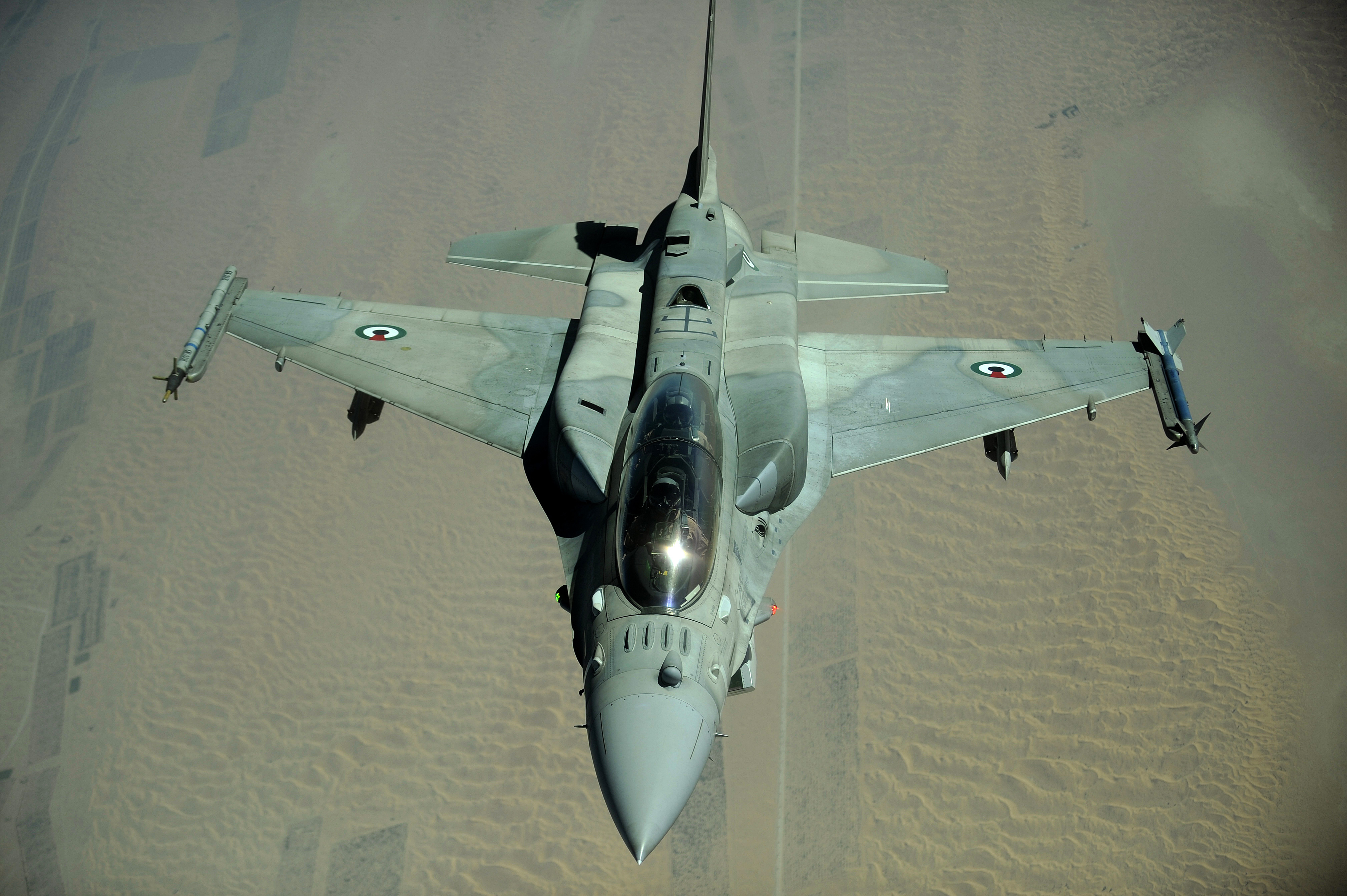
F-16E/F Desert Falcon, una versión del F-16 avanzada, fabricada exclusivamente para la Fuerza Aérea de los Emiratos Árabes Unidos.

Durante años cada emirato contaba con una fuerza de defensa propia, que con el tiempo se fue fusionando para llegar a constituir una gran fuerza aérea. 
La historia de la Fuerza aérea de los Emiratos Árabes Unidos se remonta a 1968 cuando la fuerza aérea del ejército de Abu Dhabi se formó durante el dominio británico. Después de convertirse en la fuerza aérea de Abu Dhabi en 1972, mayores inversiones aseguraron una expansión en términos de capacidad, calidad y cantidad de aeronaves. El vecino Emirato de Dubái también tuvo su componente aérea propia, hasta que en 1999 las dos se unieron para convertirse en la Fuerza Aérea de los Emiratos Árabes Unidos. Aunque la integración de las dos fuerzas aéreas en una sola fue completada, existe un pequeño grado de autonomía en el mando de operaciones entre el Mando Aéreo del Oeste, en Abu Dabi y el Mando Aéreo Central, localizado en Dubái.
Desde los ochenta, una combinación de inestabilidad regional y un elevado precio del petróleo, ha resultado en una ambiciosa modernización y compra de equipo de la Fuerza Aérea de los Emiratos Árabes Unidos, que espera alcanzar un nivel de capacidad comparable al de los más altos estándares de la OTAN. Debido a suvsituación Emiratos Árabes Unidos se ha visto en la necesidad de contar con una Fuerza Aérea a la altura de la posición geopolítica a la que aspira en la región.
Desde finales de la década de 90 empezó una agresiva campaña de adquisición de armamento, diversificando proveedores, tejiendo de una serie de alianzas estratégicas con diferentes países, buscando un alto grado de cooperación y una alta interoperatividad. Así se compraron en Francia aviones Mirage 2000 y diversos modelos de helicópteros. En España se adquirieron aviones MPA C-295 Persuaders y en Estados Unidos diverso material, entre ellos el helicóptero AH-64A y el avión de combate F-16E Block 60. 
En Francia se compraron 36 Mirage 2000 (22 monoplazas, 8 monoplazas de reconocimiento, y 6 biplazas) en 1988 y 32 Mirage 2000-9 (20 monoplazas y 12 biplazas) en 1998. Cuando se compraron los Mirage 2000-9 se firmó la modernización de 33 de los primeros Mirage 2000 al estándar 9.
A finales de la década de los 90, se realizó un concurso para elegir el nuevo avión que sería la columna vertebral. El proceso de selección duró 6 años y los candidatos pasaron por duras pruebas operacionales y ambientales. En 2001 se firmó la compra con Lockheed Martin Aeronautics Company para la fabricación de 80 aviones F-16 de un nuevo Block 60 especial con tecnología punta más avanzada que la de los F-16 de la USAF. La compra incluyó 55 F-16E monoplazas y 25 F-16F biplazas. Todos llevaban FLIR interno, radar AESA, capacidad para tanques especiales CFT y en los aviones biplazas una espina dorsal con espacio extra para equipos electrónicos adicionales.
En 2007 Emiratos desplegó de forma discreta en Afganistán un contingente de fuerzas especiales y helicópteros Apache. A partir de 2012 se unieron cazambombarderos F-16. La misión en Afganistán sirvió para obtener experiencia y mejorar la interoperatividad con países aliados.
En 2011 un destacamento fue asignado a la Operación Unified Protector. En Cerdeña se basaron  seis F-16E/F y seis Mirage 2000-9. Los aviones se trasladaron luego a  Sicilia para reducir la distancia a la zona de operaciones.
En agosto de 2014 aviones Mirage 2000 emiratíes atacaron fuerzas islamistas cerca de la capital de Libia. Emiratos ha adoptado recientemente una política exterior más activa e intervencionista, gracias a su fuerza aérea que le da 
capacidad para ello. En 2020 la base aérea turca de Al-Watiya fue atacada por Mirage 2000 basados en Sidi Barrani.